# Улица Ивана Фёдорова (Львов)
Улица Ивана Федоровича (укр. Вулиця Івана Федоровича) — улица в Галицком районе Львова, расположенная в восточной части средневекового средместья между Армянской и Староеврейской улицами. Улица покрыта брусчаткой, длина улицы составляет 280 м.

## История и названия
Северная часть нынешней улицы Федоровича была заселена преимущественно грекокатоликами и поделена пополам на две небольшие улицы, носившие названия Доминиканская боковая (Dominikańska boczna) и Русская боковая (Ruska boczna), а южная её часть с середины XIV века была главной улицей еврейского гетто и называлась Еврейской (ul. Żydowska). В 1871 году три улицы были объединены в одну, которая получила название Бляхарская (ul. Blacharska) от мастерских жестянщиков, которые были в этой окрестности.
В 1949 году, по случаю 375-летия выхода первой книги на территории Украины, улицу назвали именем Ивана Фёдорова, русского первопечатника.
с 2024 г - улица Ивана Федоровича

## Примечательные здания
Здания — памятники архитектуры национального значения: № 1, 2, 4, 8, 10, 14. 16. Здания — памятники архитектуры местного значения: № 6, 11, 15, 20, 21, 27, 28, 30.
- № 2 в 1950-х годах находилось общежитие № 7 Политехнического института.
- № 8 в польский период действовало Общество еврейских купцов.
- № 9 — бывшее здание типографии Ставропигийского института, на фасаде которого помещена мемориальная таблица в честь Ивана Фёдорова. В этом помещении в советское время основали сначала ремесленное училище № 2, которое впоследствии стало полиграфическим, а позже получило название Ставропигийский профессиональный лицей.
- № 11 в советское время — библиотека Ленинского района им. Т. Г. Шевченко.
- № 18 (другие адреса — площадь Рынок, 10 и улица Русская, 1) — дворец Любомирских.
- № 20 с советского времени находится опорный пункт правопорядка.
- № 27 — в XVIII веке — синагога, позже — кагал, при Польше размещалось Общество мелких еврейских купцов; до 1970-х годов над воротами дома висела шестиконечная звезда «Щит Давида», позже на этом месте была установлена мемориальная доска в честь еврейского философа Давида Галеви.
- № 29 — с 1990-х годов — помещение львовского еврейского общества.